# Haut-Fourché
Le Haut-Fourché, d'une altitude de 216 mètres, est un promontoire de la Sarthe. Il est situé sur la commune de Saint-Léonard-des-Bois, au sud-ouest d'Alençon, au cœur des Alpes mancelles. Il domine la vallée de la Sarthe et a été façonné dans le grès armoricain (gros bancs de quartzite très durs). Sa partie sommitale est recouverte par la forêt et des pierriers occupent ses pentes.